# Parasmittina variabilis
Parasmittina variabilis är en mossdjursart som beskrevs av Liu 200. Parasmittina variabilis ingår i släktet Parasmittina och familjen Smittinidae. Inga underarter finns listade i Catalogue of Life.